# Vesnický kostel (Reinhardtsdorf)
Vesnický kostel v Reinhardtsdorfu (německy Dorfkirche Reinhardtsdorf) je sakrální stavba náležející k Evangelicko-luterské církevní obci Bad Schandau. Kostel, poprvé zmiňovaný roku 1368, založil Řád německých rytířů. Roku 1523 byl pozdně goticky rozšířen. Současný barokní vesnický kostel pochází z let 1675–1678. Zatím poslední rekonstrukce, při které došlo k návratu původní podoby exteriéru, proběhla v letech 2017–2019.
Průčelí kostela dominuje pískovcový portál se supraportou od Heinricha Weingartena. Dřevěný osmiboký sanktusník zakončuje replika původní barokní větrné korouhve, ve zvonici visí dva ocelové zvony z roku 1958 a malý zvonek z konce 17. století. V tříosminovém presbytáři je umístěn tříposchoďový hlavní oltář z dílny Michaela Gädena z roku 1681 s motivy Poslední večeře, Ukřižování a Zmrtvýchvstání Ježíše Krista. Původní hlavní oltář se nachází na boční stěně; v hlavním poli zobrazuje svatou Annu Samotřetí a na křídlech reliéfy dalších světců. Na dvoupatrové empoře je umístěno 50 obrazů zobrazujících výjevy ze Starého a Nového zákona. Malovaný je rovněž plochý dřevěný strop a také kazatelna s obrazy Ježíše a čtyř evangelistů. Varhany z roku 1911 pocházejí od budyšínské firmy Hermann Eule a disponují 14 rejstříky. 

## Historie

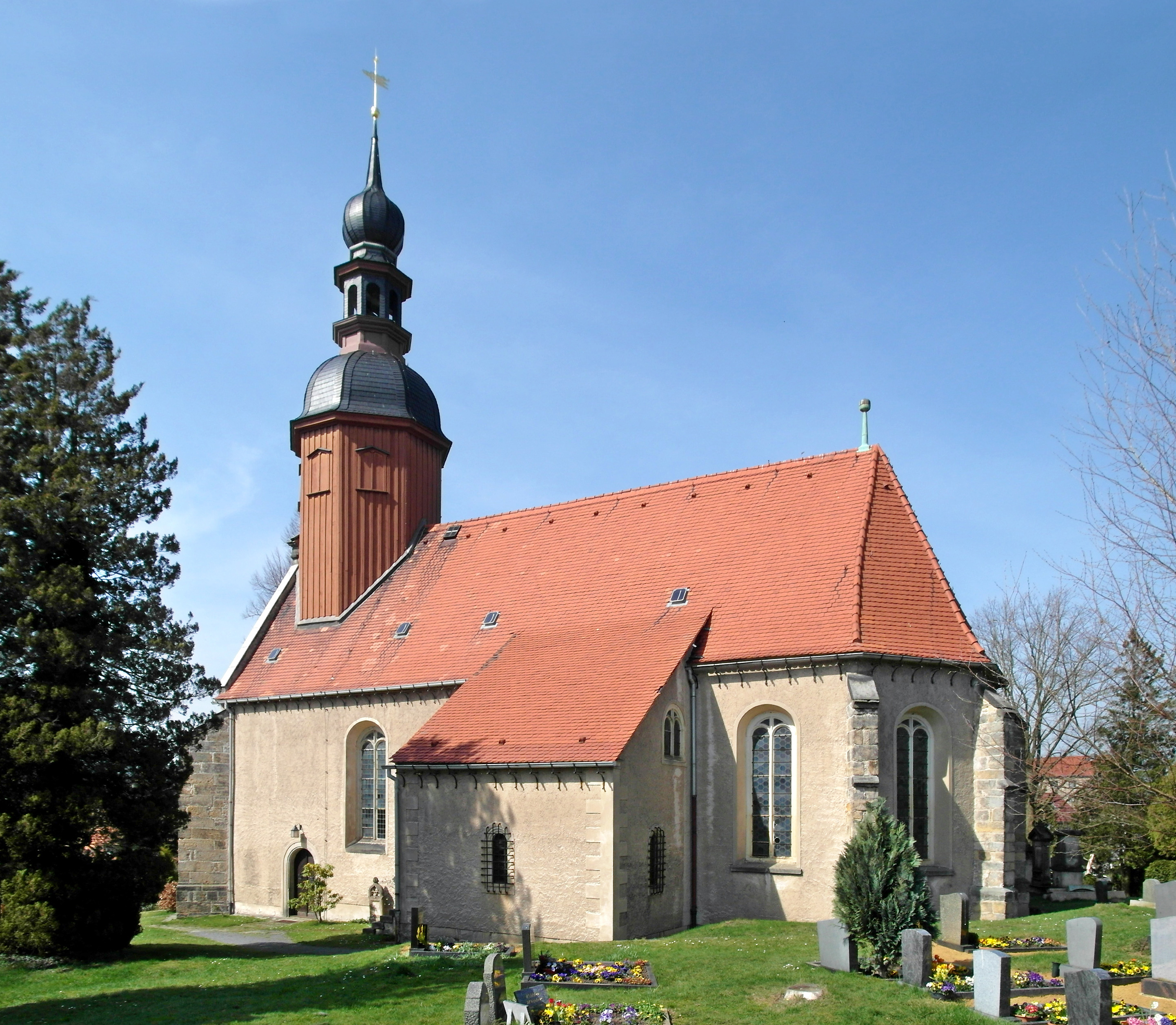
Boční pohled od východu, stav před rekonstrukcí provedenou v letech 2017–2019

První opevněný kostel, postavený v románském slohu, měl na místě stát již v 11. či 12. století. První písemná zmínka však pochází teprve z roku 1368, kdy je uváděn jako Kirche in Reynhardiuilla (česky kostel v Reinhardově Vsi) a jménem je zmiňován také místní farář Nicolaus. Zakladatelem kostela neznámého zasvěcení se stal Řád německých rytířů. Kostel od roku 1384 náležel k ústeckému diakonátu, jenž spadal pod bílinský arcidiakonát. Farnost odváděla každý půlrok pražskému arcibiskupství desátky ve výši 4 pražských grošů. Roku 1406 přešlo vlastnictví hradu Königstein s přilehlými vesnicemi, včetně Reinhardtsdorfu, do rukou saských Wettinů. Příslušnost k Sasku ztvrdila v roce 1459 chebská smlouva a kostel tak následně připadl k míšeňské diecézi.
V roce 1521 byl do kostela pořízen nový křídlový hlavní oltář s motivem svaté Anny Samotřetí. O dvě léta později, v roce 1523, došlo k rozšíření stavby v pozdně gotickém duchu a k doplnění mobiliáře (kostel měl v tuto dobu tři oltáře). Rozšířenou stavbu znovu vysvětil míšeňský biskup Johann VII. von Schleinitz (kolem 1470–1537). S prosazením reformace v roce 1539 se stal kostel evangelickým a administrativně přešel pod pirenskou eforii. K farnosti tehdy, kromě vlastního Reinhardtsdorfu, náležely další vesnice nacházející se nalevo od údolí Labe, tedy Schöna, Kleingießhübel, Krippen, Ostrau a Postelwitz, přičemž pravobřežní Ostrau a Postelwitz přešly roku 1545 pod schandauskou farnost s kostelem svatého Jana. Krippenská kaple Kristových jeslí patřila k reinhardtsdorfskému kostelu jako filiálka.
V letech 1675–1678 byl kostel přestavěn do současné velikosti a zanikly tak všechny pozůstatky původní stavby. Roku 1681 obdržel kostel nový hlavní oltář a v období let 1681 až 1711 probíhala malířská výzdoba celé kostelní lodi. Autory maleb jsou Gottfried Schanker a Johann Georg Walter. V roce 1685 došlo na úpravu průčelí, zahrnující především výstavbu nového portálu, a také vybudování dřevěné věže se zvonicí. Roku 1781 proběhla celková oprava věže, během které byly osazeny nové hodiny, a roku 1802 se renovace dočkala i větrná korouhev. V roce 1911 obdržel kostel nové varhany od budyšínské firmy Hermann Eule.
Protože musely být v roce 1917 během první světové války zrekvírovány zvony, byly za ně v roce 1922 pořízeny náhradou tři nové. Na zádveří jsou od roku 1936 umístěny znaky přifařených obcí. V průběhu druhé světové války došlo roku 1942 na rekvizici zvonů z roku 1922 a ve zvonici tak zůstal pouze hodinový zvonek. Poválečné období je charakterizované postupnými opravami a restaurováním mobiliáře. Roku 1958 byly slavnostně požehnány dva nové ocelové zvony a v letech 1967 a 2011 prošly opravou varhany. Při modernizaci věže a zvonice roku 1976 získaly zvony elektrické ovládání a současně bylo odstraněno staré pískovcové závaží hodin. Roku 1984 proběhla rekonstrukce empory, v roce 1990 následovalo restaurování maleb na faře, v presbytáři a v sakristii a roku 1994 oprava zvonice a kopule s větrnou korouhví. V letech 2008–2010 následovala renovace křídlového oltáře, nápisové desky portálu a odstranění části krovů napadených dřevomorkou domácí. Mezi lety 2017 a 2019 došlo na opravu střechy, včetně položení nové krytiny, celkovou rekonstrukci fasády a restaurování maleb na stropě.
Vesnický kostel náleží k Evangelicko-luterské církevní obci Bad Schandau, do roku 2001 však patřil k samostatné sesterské obci Reinhardtsdorf. Slouží k pravidelným bohoslužbám podle aktuálního rozpisu a od května do října je během dne volně přístupný veřejnosti. Je chráněn jako kulturní památka s číslem 09223563.

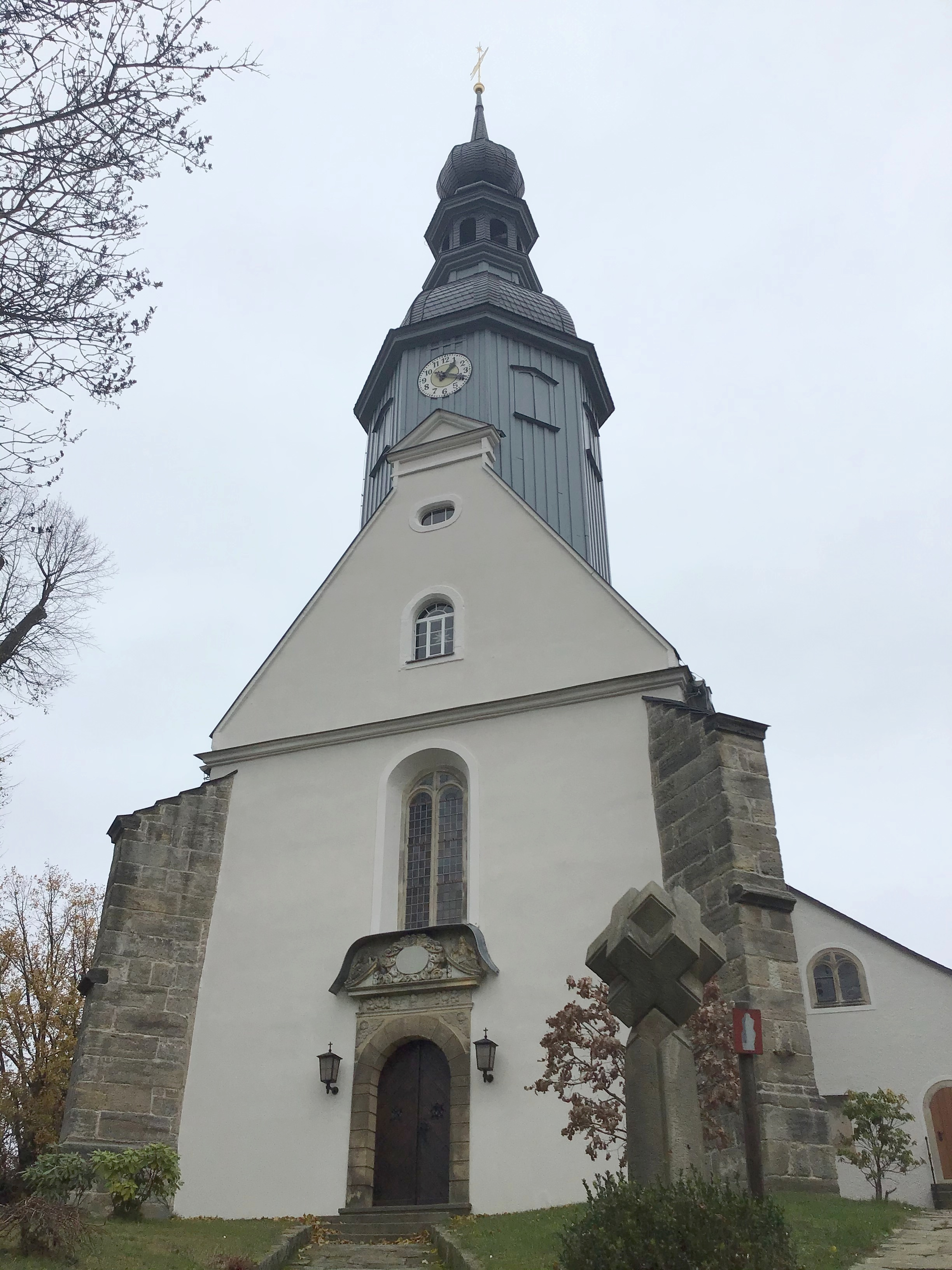
Pohled na průčelí po rekonstrukci (2020)
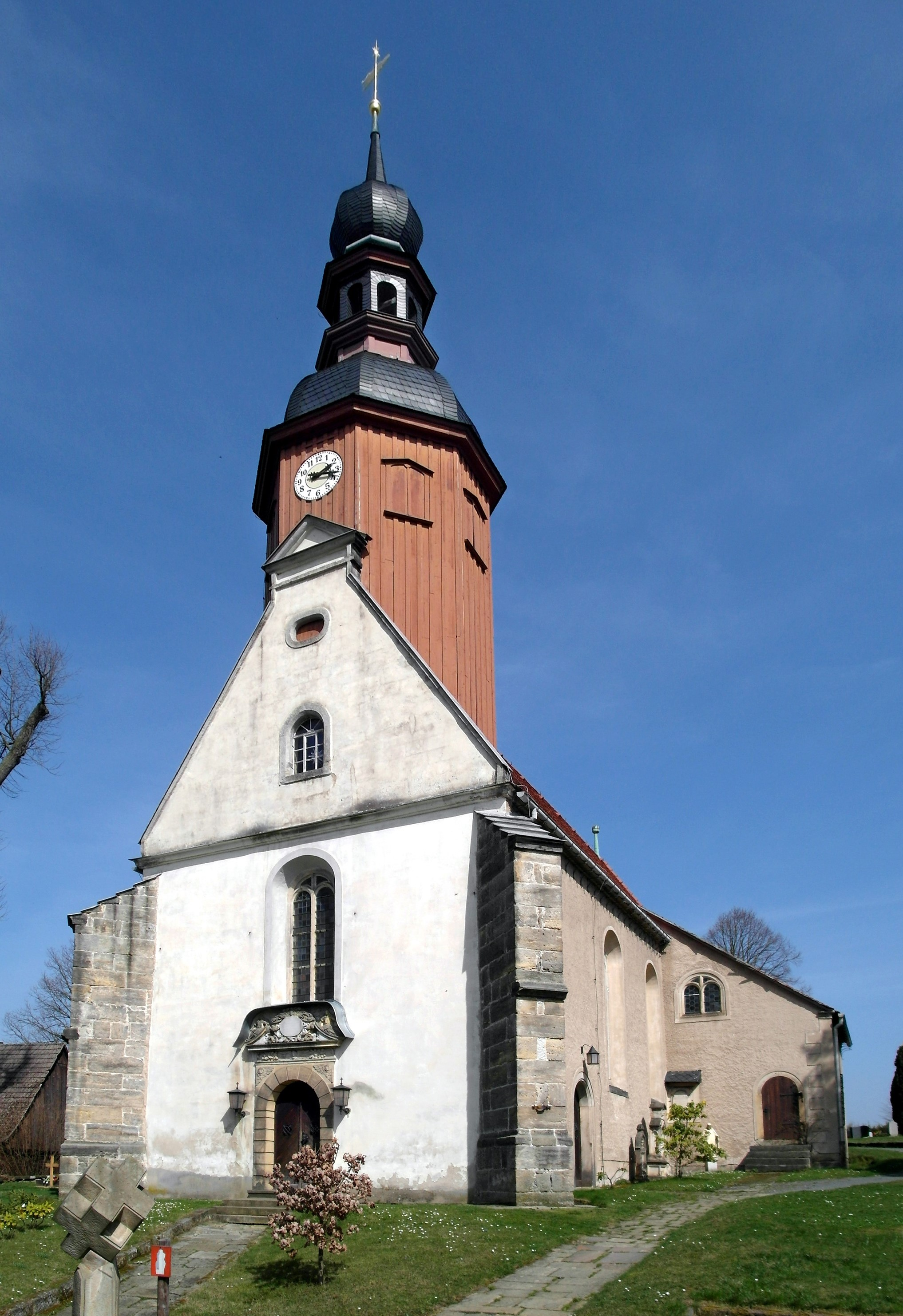
Pohled na průčelí před rekonstrukcí (2016)
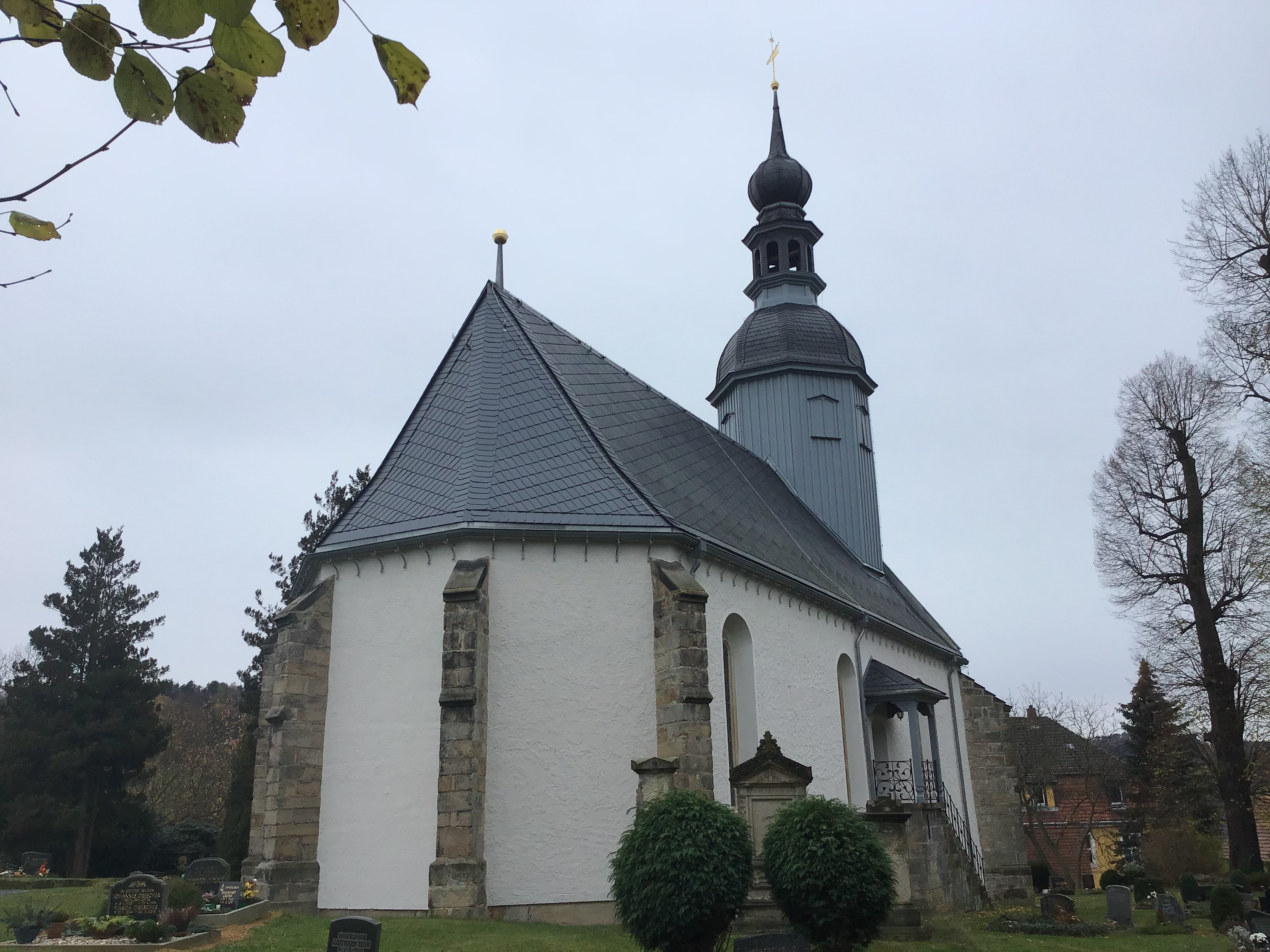
Závěr a severní stěna (2020)
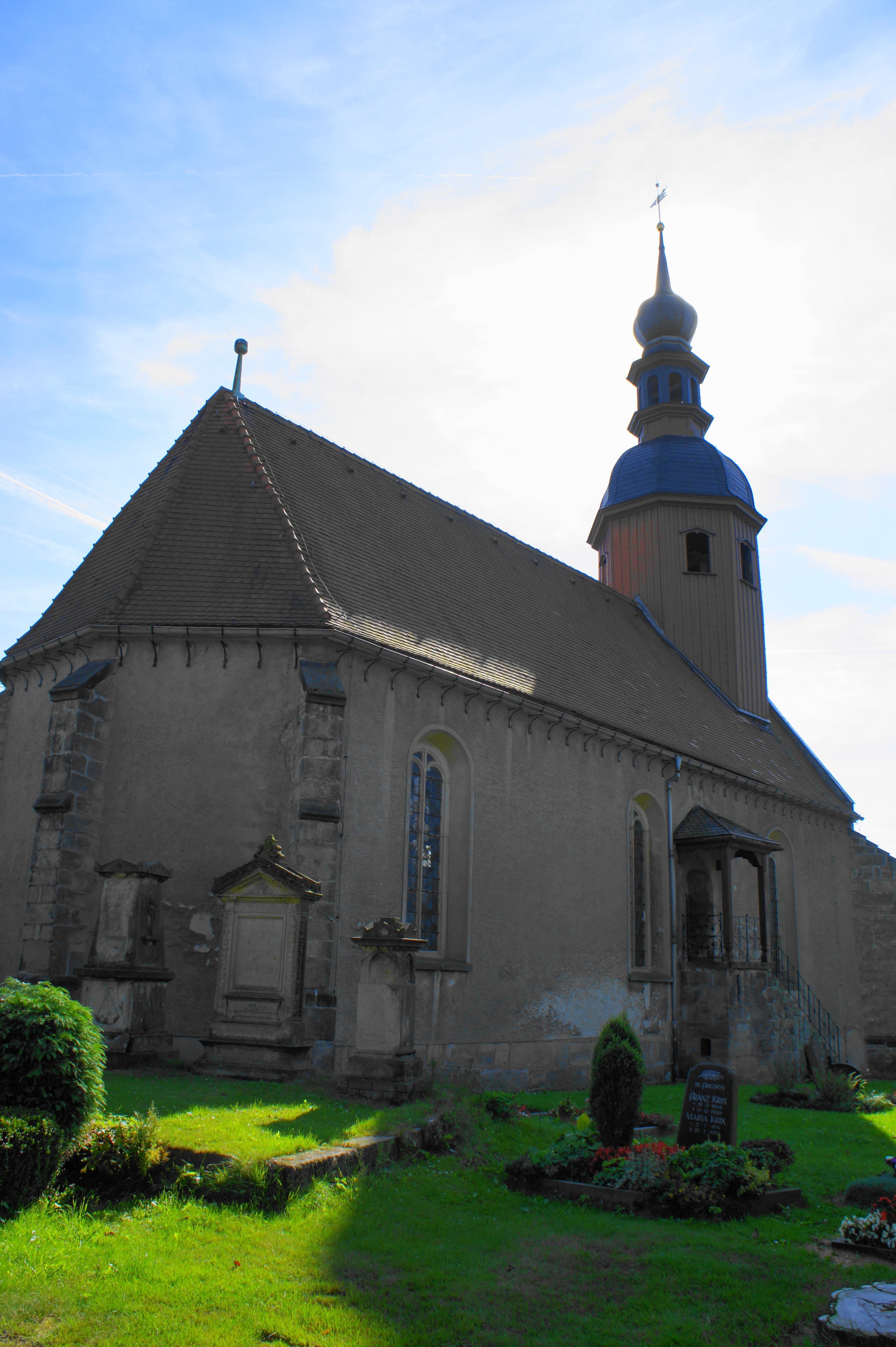
Závěr a severní stěna před rekonstrukcí (2012)

## Popis

### Exteriér

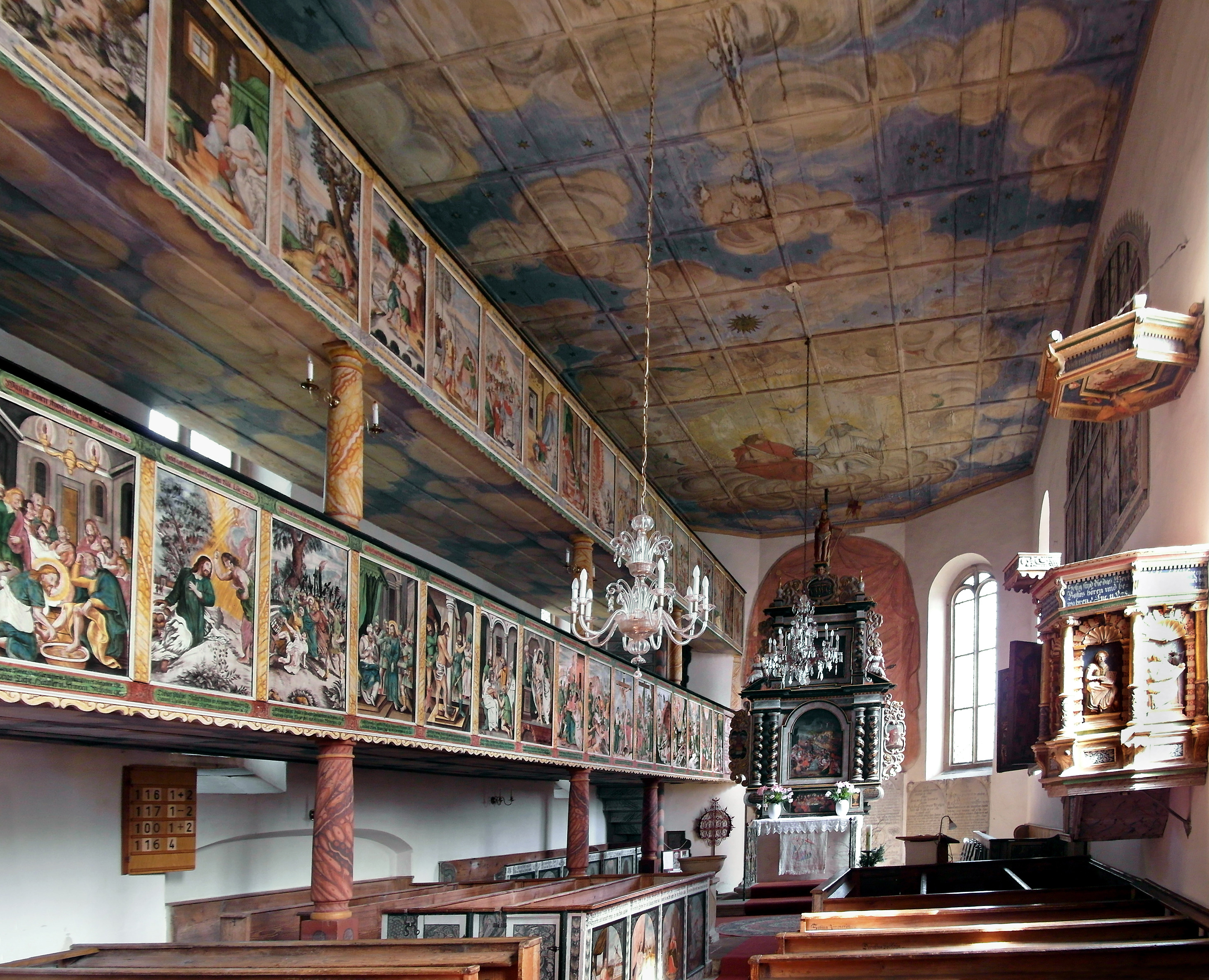
Pohled do presbytáře a části lodi

Jednolodní sálový kostel je orientovaný a stojí na obdélníkovém půdorysu s tříosminovým závěrem. Stavba je barokní, i když části zdiva pocházejí ze starších dob. Průčelí a presbytář podpírají kamenné opěráky. Vysoká okna zakončuje jednoduchý oblouk a vyplňuje je kružba. Boční stěny jsou hrubě omítnuté, bílé, bez ozdob. Z jihu navazuje na stěnu obdélníková sakristie. Průčelí dominuje pískovcový portál s figurálně zdobenou supraportou (motivy andělů) nesoucí nápisovou desku. Portál je dílem pirenského sochaře Heinricha Weingartena. Dřevěné dveře zakončuje jednoduchý oblouk. Po obou stranách dveří je umístěna kovová lucerna. Střechu po rekonstrukci z let 2017 až 2019 pokrývá břidlice, která nahradila pálené tašky. Z přední části střechy vybíhá osmistěnný dřevěný sanktusník se zvonicí a hodinami, zakončený lucernou a větrnou korouhví. Ve zvonici visí dva ocelové zvony z roku 1958 a malý zvonek z konce 17. století. Před první rekvizicí v roce 1917 byly ve zvonici umístěné tři bronzové zvony, a to velký z roku 1678 (roku 1844 znovu přelit), střední z roku 1676 a menší z roku 1840.
Větrná korouhev byla na střechu věže osazena roku 1688. V noci na 25. května 1799 byla během bouře těžce poškozena. Korouhev s bání tak musela být sejmuta a na původní místo se vrátila po celkové opravě a pozlacení v říjnu 1802. V roce 1936 prošla spolu s věží celkovou rekonstrukcí. Po svém navrácení na původní místo však postupem let korouhev chátrala, takže ji již nebylo možné opětovně restaurovat, a proto byla roku 1993 sejmuta a v následujícím roce nahrazena její replikou.

### Interiér
Plochostropá loď přechází v kněžiště bez odsazení a vítězného oblouku. Na evangelní straně a nad hlavním vchodem je umístěna dvoupatrová malovaná empora, na které jsou umístěné varhany. Stěna na epištolní straně nese kazatelnu a bývalý hlavní oltář svaté Anny Samotřetí. Také je v ní umístěna patronátní lóže. Kněžišti dominuje dřevěný hlavní oltář. Původní dřevěné lavice pocházejí ze 17. století a na mnoha místech se nacházejí jmenovky, které sloužily k rezervaci místa pro jmenované farníky. Lavice přiléhají až k bočním stěnám a na obou stranách uličky jsou umístěna sklápěcí nouzová místa k sezení.

#### Hlavní oltář
Barokní hlavní oltář pochází z roku 1681 a vyrobil jej řezbář Michael Gäden ze Stolpenu. Malby pochází z roku 1684 a jejich autorem je Gottfried Schanker. Spodní patro oltáře představuje na obdélném plátně Poslední večeři Páně a po jeho stranách ztvárnění liturgických předmětů. Hlavní obraz v druhé (prostřední) části znázorňuje kříž nesený Ježíšem Kristem a  následné Kristovo ukřižování. Po stranách, vedle zdvojených sloupů nesoucích vršek oltáře, jsou postavy Mojžíše (vpravo) a Jana Křtitele (vlevo). Římsou oddělené třetí patro v centrálním obrazu představuje snímání mrtvého Ježíše z kříže. Boky obrazu zdobí za sloupy umístění dřevění vyřezávaní andělé. Celý oltář korunuje vítězný zmrtvýchvstalý Ježíš Kristus s  praporem v ruce, který stojí na medailonu s hebrejským nápisem JHVH. K oltáři náleží také tři liturgické předměty, a to zlatý krucifix, cínový kalich a zdobené ciborium. Oba masivní oltářní svícny, zhotovené z cínu, pochází z roku 1520 a byly věnovány rytíři z Bünau.

#### Oltář svaté Anny Samotřetí

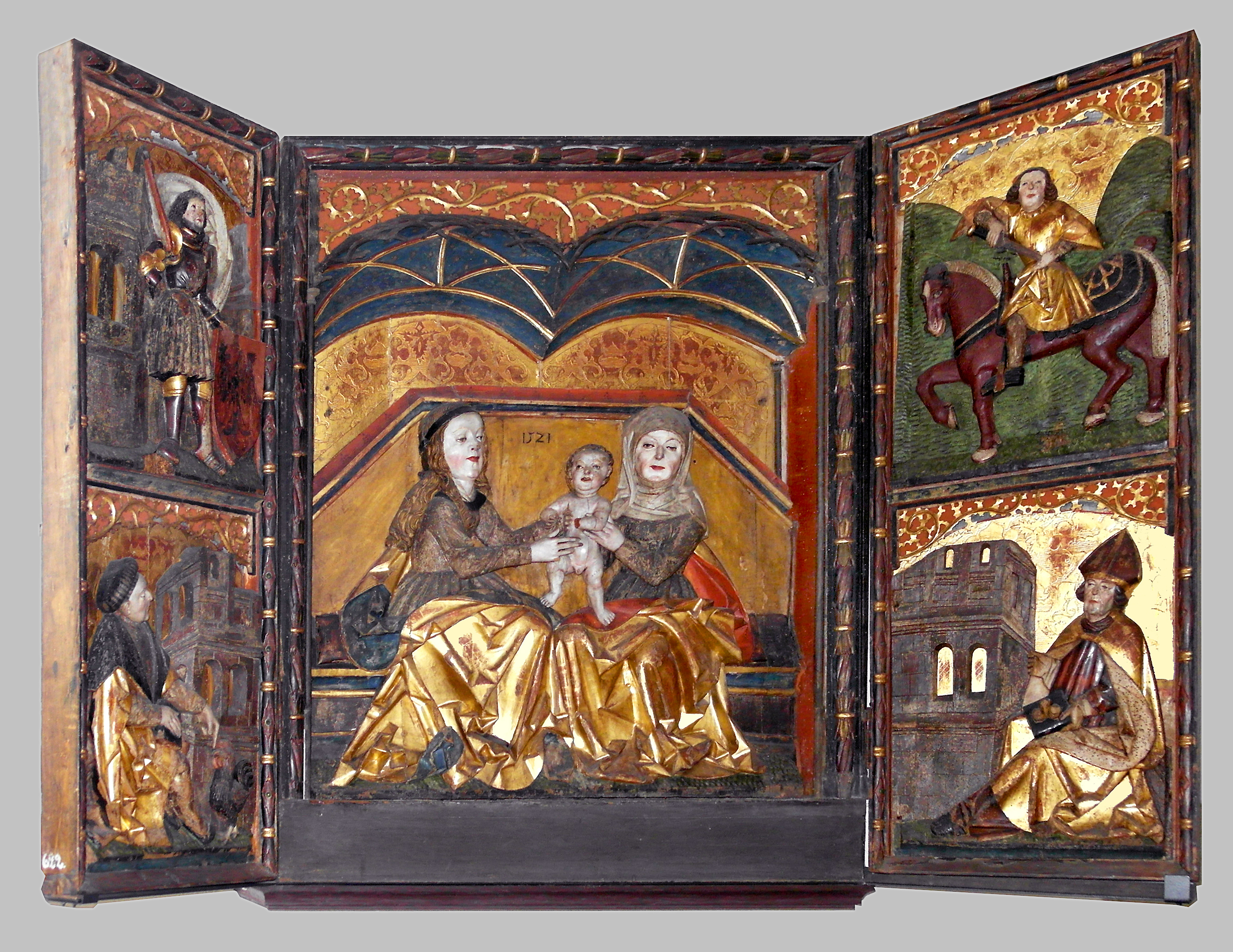
Křídlový oltář svaté Anny Samotřetí

Pozdně gotický křídlový oltář pochází z roku 1521 (datace na vnitřním poli) a původně sloužil jako hlavní oltář. Od roku 1681, kdy byl do kostela pořízen nový barokní hlavní oltář, je umístěný vedle barokní kazatelny na pravé straně kostelní lodi. Hlavní pole zobrazuje nízký reliéf s motivem svaté Anny Samotřetí sedící pod baldachýnem, levé křídlo vyobrazuje vyřezávané postavy svatého Václava a svatého Víta, pravé pak svatého Martina a svatého Mikuláše. Na vnější straně křídel je malovaný svatý Jindřich II. (vlevo) a svatý Wolfgang (vpravo). Malované a zlacené řezby jsou zpracované v rustikálním stylu a vyznačují se nižší úrovní zpracování. Autorství oltáře se přisuzuje Gregoru Hörcelovi nebo anonymnímu řezbáři nazývanému jako Mistr oltáře ze Štětí, s kterým je rovněž Hörcel ztotožňován. Oltář byl v 19. století vystaven v drážďanském Muzeu Královského saského spolku pro starožitnosti a do kostela se zpět vrátil v lednu 1945, čímž byl zachráněn před zničením během únorového bombardování Drážďan.

#### Empory a strop
Empory v kostele jsou dvoupatrové, umístěné podél západní a severní stěny. Horní empora pochází z roku 1627 a na 30 polích zobrazuje výjevy ze Starého zákona, počínaje stvořením Adama a Evy. Spodní empora představuje na 20 obrazech události Nového zákona. Začíná Zvěstováním Panny Marie a přes Ukřižování Ježíše Krista pokračuje až po Seslání Ducha svatého. Pod každým obrazem jsou uvedena jména a povolání dárců spolu s věnovanou částkou. V pozadí biblických výjevů se objevuje krajina Saského Švýcarska, díky čemuž patří soubor maleb k nejstarším vyobrazením regionu. Stropní malby nad oltářem zobrazují Nejsvětější Trojici. Uprostřed stropu jsou znázorněni čtyři andělé obklopující slunce s nápisem DEO TRINUNI SACRUM (Bůh trojjediný svatý). Strop nad varhanami znázorňuje Poslední soud s Ježíšem vyobrazeným jako soudcem.

#### Kazatelna
Dřevěná kazatelna pochází z roku 1615 a je dílem anonymního autora. Malované stěny kazatelny zdobí podobizny korunovaného Ježíše Krista a čtyř evangelistů spolu s jejich symboly: Matouš (anděl), Marek (lev), Lukáš (štír) a Jan (orel). Kazatelnu uzavírá dřevěný baldachýn. Pod kazatelnou je umístěný malý obraz ďáblovy hlavy, na které kněz při kázání stál.

#### Varhany
První zmínka o stavbě varhan pochází z roku 1668. Dochovaný nástroj dodala v roce 1911 budyšínská firma Hermann Eule jako opus 129. Disponuje celkem 14 rejstříky ve dvou manuálech a pedálu, jeho traktura je pneumatická. V roce 2010 prošel generální opravou.
| První manuál (C–f³) |             |       |
| 1.                  | Principál   | 8'    |
| 2.                  | Kvintaténa  | 8'    |
| 3.                  | Flétna dutá | 8'    |
| 4.                  | Oktáv       | 4'    |
| 5.                  | Roh kamzičí | 4'    |
| 6.                  | Oktáv       | 2'    |
| 7.                  | Mixtura     | 2' 3× |

| Druhý manuál (C–f³) |                  |      |
| 8.                  | Kryt líbezný     | 8'   |
| 9.                  | Flétna trubicová | 4'   |
| 10.                 | Flétna lesní     | 2'   |
| 11.                 | Kornet           | 2–3× |

| Pedál (C–d¹) |                |     |
| 12.          | Subbass        | 16' |
| 13.          | Principál bass | 8'  |
| 14.          | Chorál bass    | 4'  |

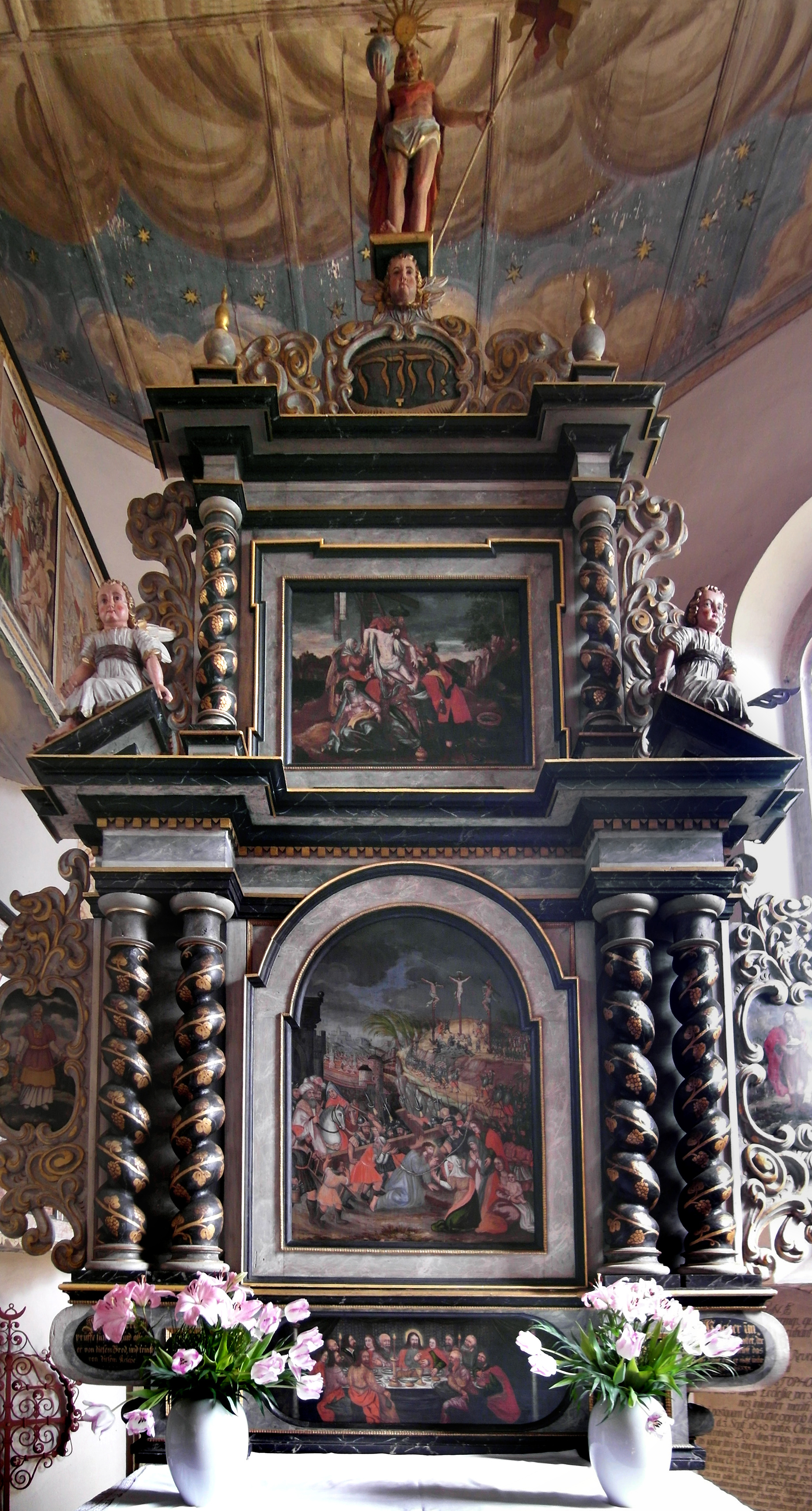
Hlavní oltář
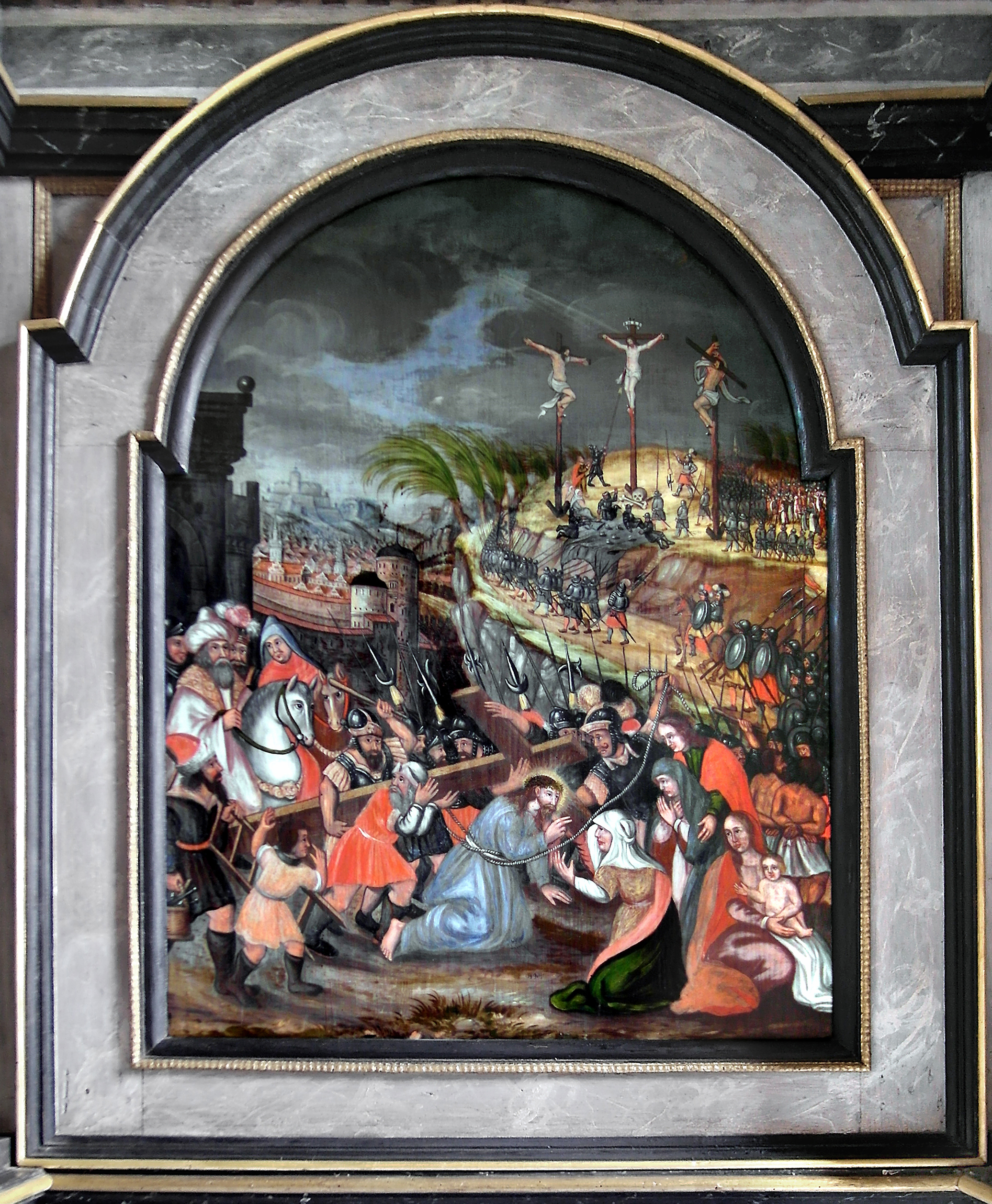
Detail oltářního obrazu
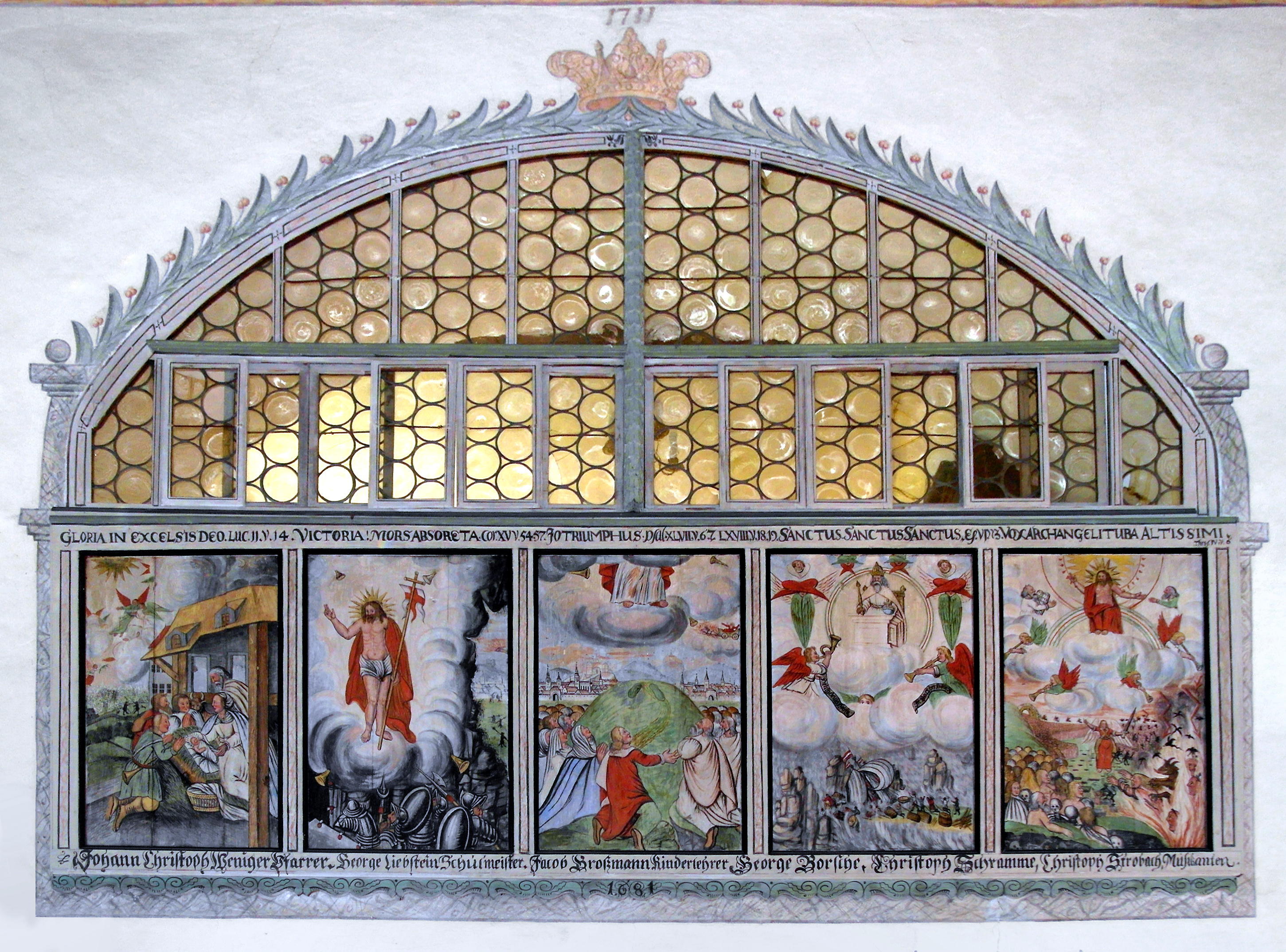
Patronátní lóže
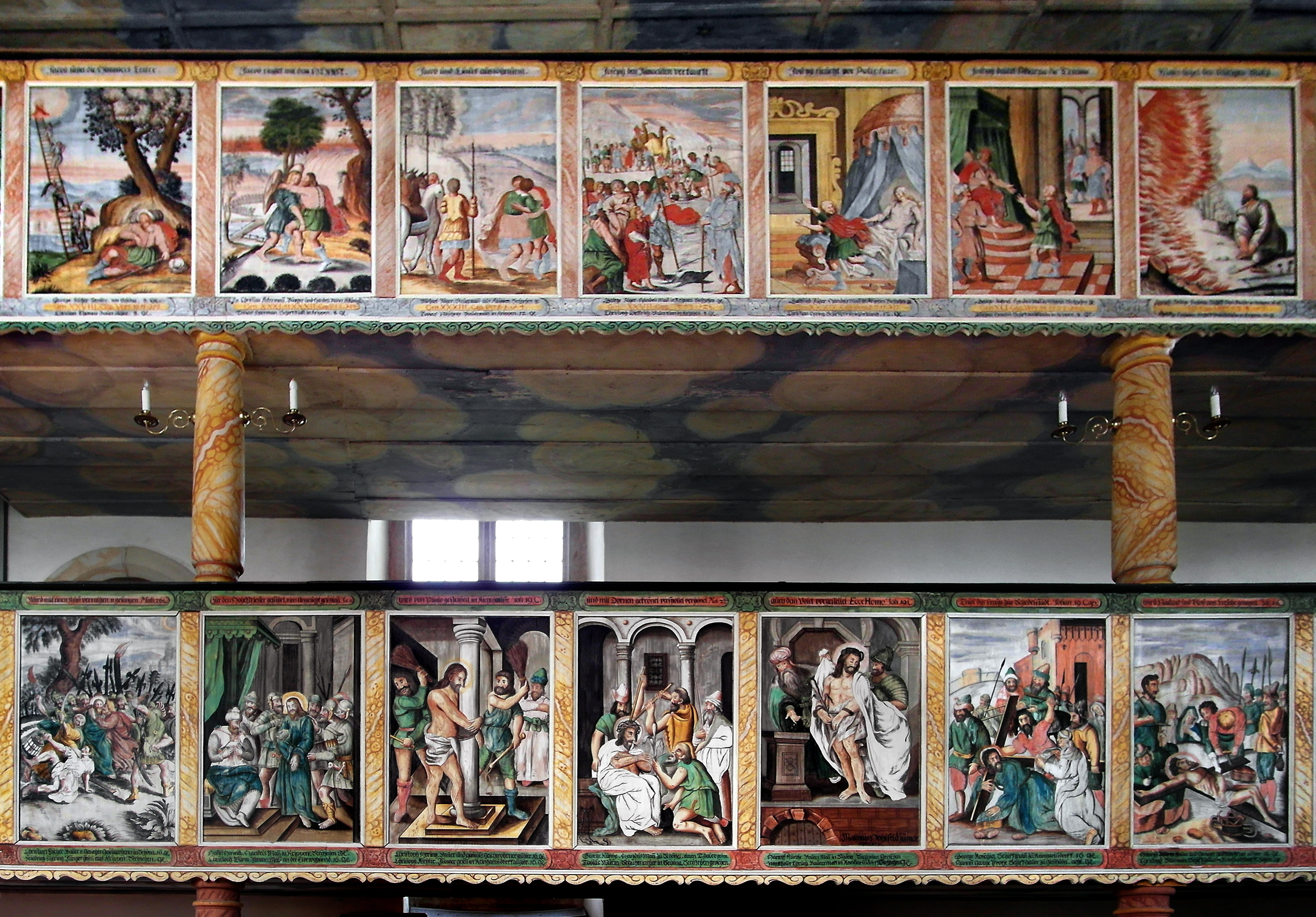
Empora
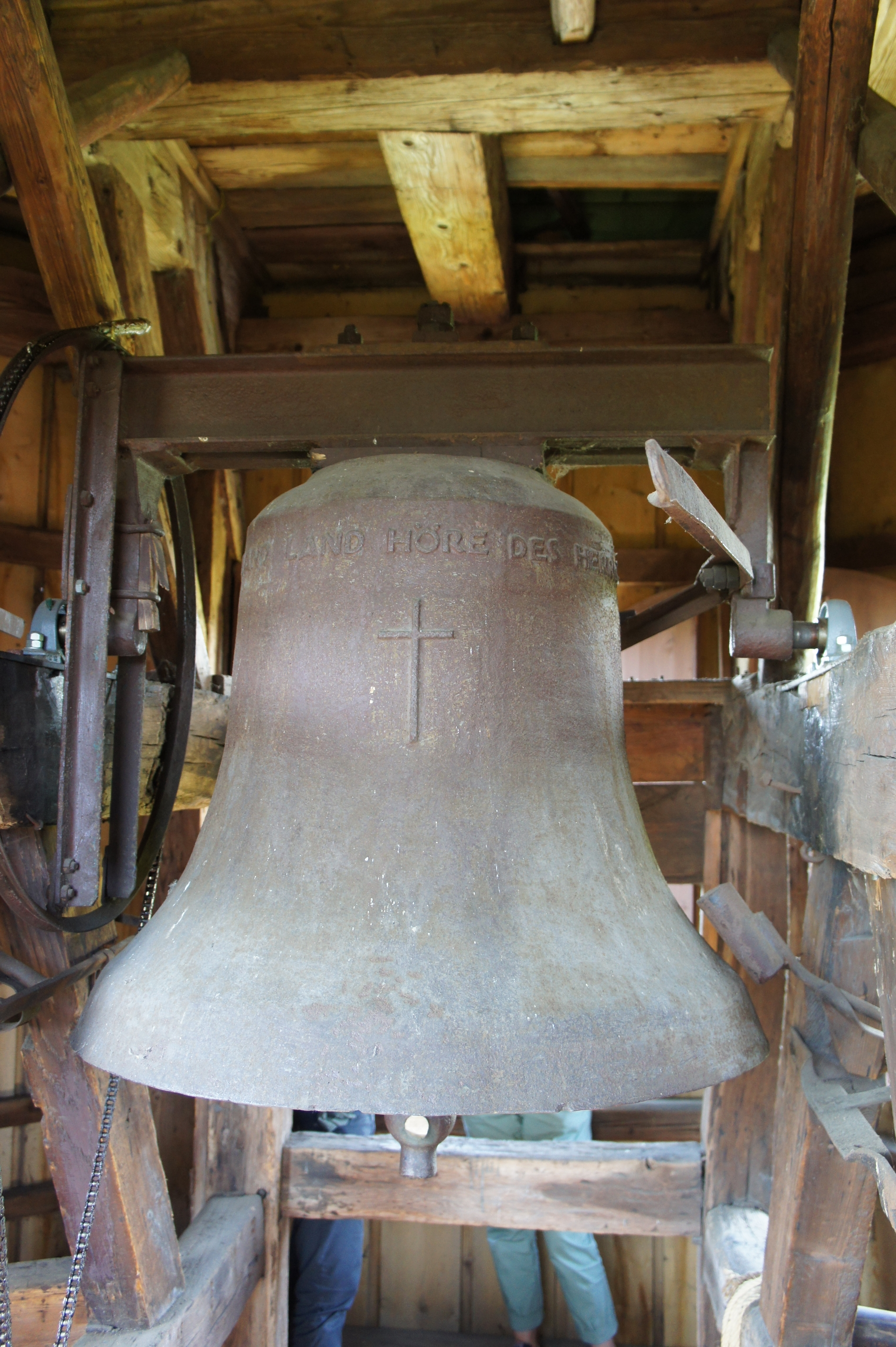
Ocelový zvon
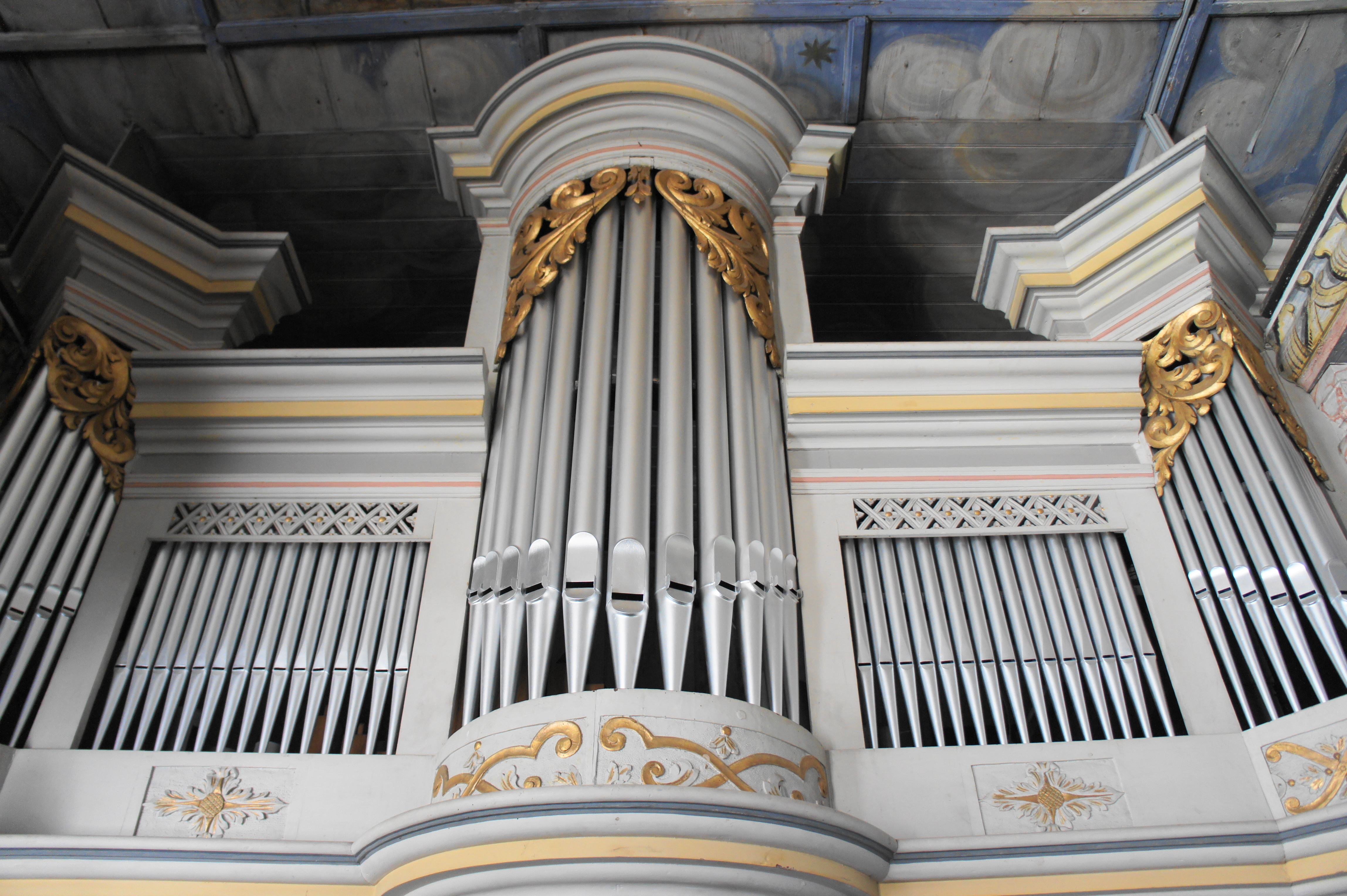
Varhany

## Okolí kostela
Kostel obklopuje hřbitov nepravidelného tvaru založený patrně v 15. století, který byl v letech 1653, 1822, 1856 a 1870 rozšiřován. V jeho severní části stojí márnice a také památník obětem první a druhé světové války. Na hřbitově se dochovalo sedm náhrobků z 18. a 19. století. Před kostelem stojí zděná brána pocházející ještě z doby výstavby původního opevněného kostela, na kterou navazuje obranná zeď. Areál hřbitova je chráněný jako kulturní památka pod číslem 09304402.
První fara pocházela z roku 1555 a náležel k ní lán pole. Nová farní budova byla postavena roku 1608. Zchátralou budovu nahradila roku 1746 pozdně barokní novostavba s mansardovou střechou, která prošla v roce 1867 celkovou opravou. Je chráněna jako kulturní památka pod číslem 09223562. Vesnický kostel je jednou ze zastávek Malířské cesty.

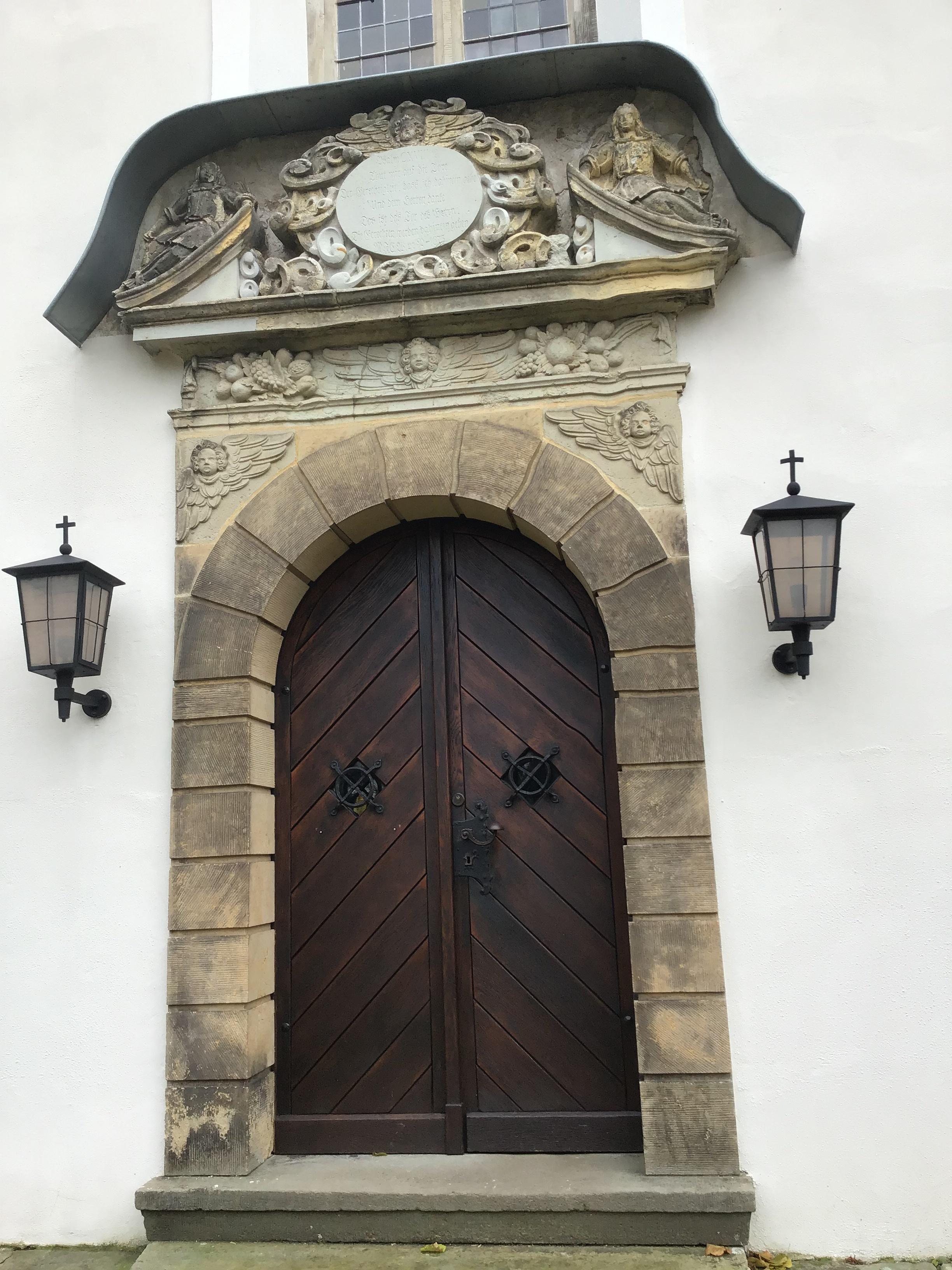
Portál v západním průčelí (2020)
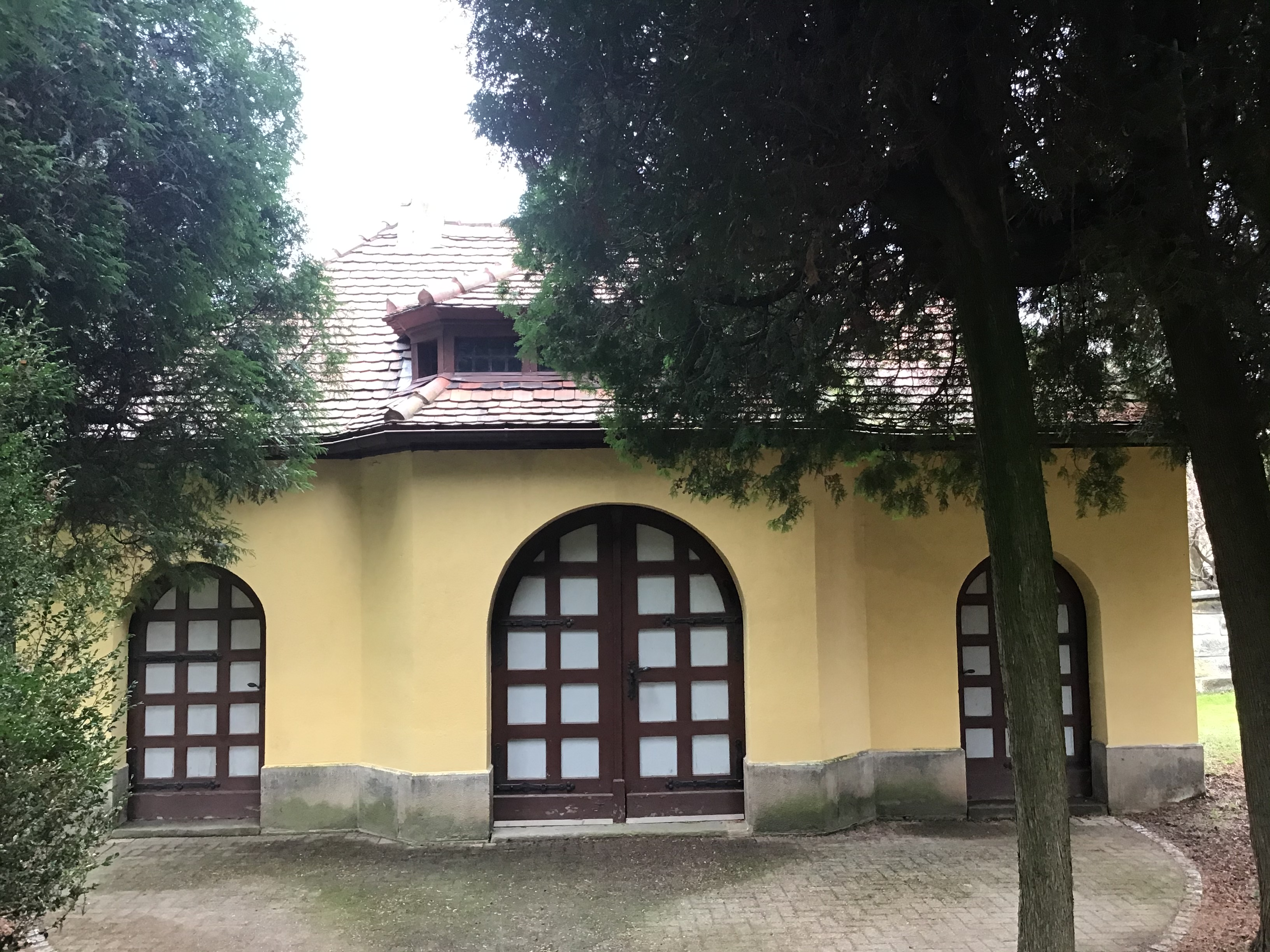
Márnice za kostelem (2020)
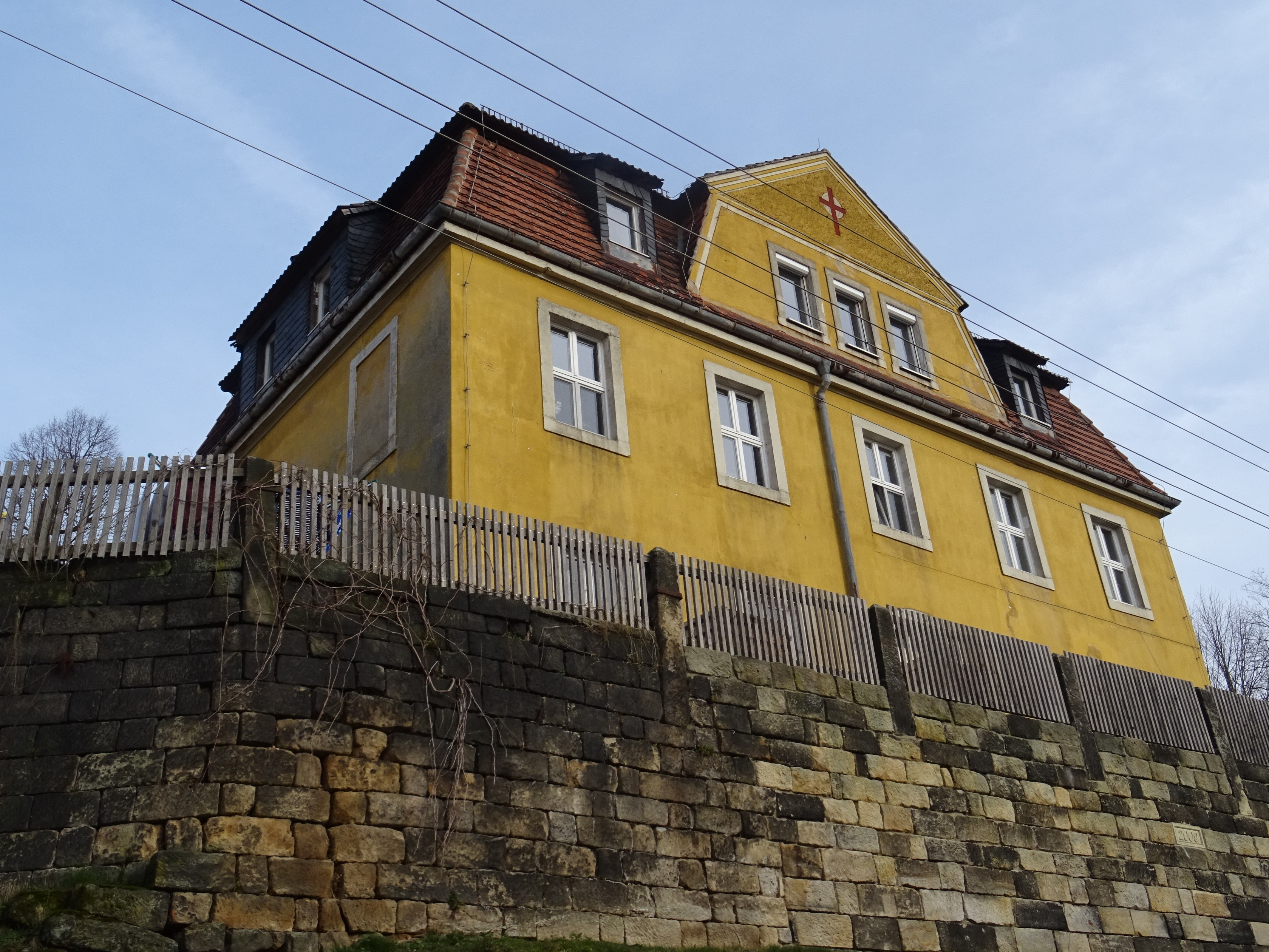
Fara (2020)

## Církevní obec
Do roku 2001 byl reinhardtsdorfský kostel farním v samostatné sesterské církevní obci, která však byla sloučena s Církevní obcí Bad Schandau. Ta spadá pod Církevní okrsek Pirna, jenž je součástí Evangelicko-luterské zemské církve Saska. Do církevní obce spadají území obcí Reinhardtsdorf-Schöna, Rathmannsdorf a Bad Schandau s vesnickými kostely a přilehlými hřbitovy v Reinhardtsdorfu, Krippenu a Porschdorfu, městským kostelem svatého Jana a samostatným hřbitovem s hřbitovní kaplí v Bad Schandau a ekumenickou kaplí v Rathmannsdorfu. Sídlem církevní obce je fara v Bad Schandau, Dampfschiffstraße 1. Farářkou místní církevní obce je od roku 2013 Dr. theol. Luise Schramm (* 1978) pocházející z Drážďan. Pravidelné bohoslužby se v kostele konají povětšinou v neděli od 9.00 hodin.